# Ми ваші діти
Ми ваші діти (рос. Мы ваши дети) — радянський двосерійний художній телефільм 1987 року, знятий режисером Ольгерд Воронцов на Свердловській кіностудії.

## Сюжет
Драма за мотивами п'єси Г. Нікітіна та О. Пижової «Іван». Директор сільського ПТУ, Демідова, намагається зробити все можливе, щоб виховати учнів широко освіченими людьми. Щиро віддана роботі, вона, однак, не хоче бачити свого сина серед учнів ПТУ, але він все ж поступає в училище. За пропозицією Івана, сина Демідової, майбутні тваринники беруть шефство над фермою, що відстає…

## У ролях
- Галина Польських — Олександра Іванівна Демідова, директор ПТУ
- Леонід Куравльов — Віктор Павлович Демідов, батько Івана
- Валерій Малінін — Іван Демідов, син Олександри Іванівни
- Валерій Баринов — Василь Васильович Вагін, майстер в ПТУ
- Сергій Сазонтьєв — Микола Єгорович Шурупов
- Наталія Дмитрієва — Лідія Никанорівна Байкалова, вчителька літератури в ПТУ
- Олена Павлова — Люба Портнова
- Микита Логінов — Юра Лазарев
- Ігор Надькин — Жан Міхєєв
- Ірина Феофанова — Діна
- Олексій Шемес — Володя Брунько
- Марія Андрєєва-Яворська — Софія Миколаївна, викладач
- Галина Бєлова — епізод
- П. Бєлоусов — епізод
- А. Богуш — епізод
- Олександр Жарков — епізод
- Наталія Корнєєва — епізод
- Геннадій Макоєв — шофер
- Валентина Попова — епізод
- Лідія Савченко — Клавдія Єгорівна, мати Діни, доярка
- Альбіна Смєлова — кар'єристка
- Любов Теплова — Катерина Петрівна, скотарка
- Дар'я Гусарова — Даша, племінниця Діни
- Євген Харківянко — Женя Міхєєва, сестра Жана

## Знімальна група
- Режисер — Ольгерд Воронцов
- Сценаристи — Геннадій Нікітін, Ольга Пижова
- Оператор — Ігор Лукшин
- Композитор — Георгій Портнов
- Художник — В'ячеслав Панфілов